# الجريدة (صحيفة كويتية)
الجريدة هي صحيفة يومية سياسية تصدر في الكويت عن شركة الجريدة للصحافة والنشر من 2 يونيو 2007.
في الفترة من يناير إلى مايو 2020، كان موقع aljarida.com أحد أكثر المصادر المُستخدمة في ويكيبيديا العربية.
وبحسب موقع أليكسا، فإن موقع aljarida.com هو الموقع 94 الأكثر شعبية في الكويت.

## روابط إضافية
- الموقع الإلكتروني